# Сельское поселение «Ленинское» (Улётовский район)
Се́льское поселе́ние «Ленинское» — муниципальное образование в Улётовском районе Забайкальского края Российской Федерации.
Административный центр — посёлок Ленинский.

## История
Статус и границы сельского поселения установлены Законом Читинской области от 19 мая 2004 года «Об установлении границ, наименований вновь образованных муниципальных образований и наделении их статусом сельского, городского поселения в Читинской области».
Закон Забайкальского края от 25 декабря 2013 года № 922-ЗЗК «О преобразовании и создании некоторых населенных пунктов Забайкальского края»:
Распоряжением Правительства России от 11 октября 2018 г. № 2186-р присвоено наименование вновь образованному населенному пункту — село Старый Ленинск.

## Население
| 2010 | 2012 | 2013 | 2014 | 2015 | 2016 | 2017 |
| ---- | ---- | ---- | ---- | ---- | ---- | ---- |
| 658  | ↘653 | ↘634 | ↘617 | ↘605 | ↘587 | →587 |
| 2018 | 2019 | 2020 | 2021 |      |      |      |
| ↘567 | ↗569 | ↗576 | ↘512 |      |      |      |

## Состав сельского поселения
| № | Населённый пункт | Тип населённого пункта          | Население |
| - | ---------------- | ------------------------------- | --------- |
| 1 | Ленинский        | посёлок, административный центр | ↘538      |
| 2 | Старый Ленинск   | село                            |           |